# Temporada 1975-76 de Los Angeles Lakers
La temporada 1975-76 fue la vigésimo octava de los Lakers en la NBA, y la decimosexta en su ubicación en Los Ángeles, California. La temporada regular acabaron con 40 victorias y 42 derrotas, ocupando el sexto puesto de la Conferencia Oeste, no logrando clasificarse para los playoffs.

## Elecciones en elDraft
| Ronda | Puesto | Jugador          | Posición  | Nacionalidad   | Universidad      |
| ----- | ------ | ---------------- | --------- | -------------- | ---------------- |
| 1     | 2      | Dave Meyers      | Ala-Pívot | Estados Unidos | UCLA             |
| 1     | 8      | Junior Bridgeman | Escolta   | Estados Unidos | Louisville       |
| 4     | 56     | C.J. Kupec       | Pívot     | Estados Unidos | Michigan         |
| 6     | 92     | Don Ford         | Ala-Pívot | Estados Unidos | UC Santa Barbara |

## Temporada regular
| División Pacífico       | División Pacífico | División Pacífico | División Pacífico | División Pacífico | División Pacífico | División Pacífico | División Pacífico | División Pacífico |
| Equipo                  | G                 | P                 | %                 | PD                | Casa              | Fuera             | Div               |                   |
| ----------------------- | ----------------- | ----------------- | ----------------- | ----------------- | ----------------- | ----------------- | ----------------- | ----------------- |
| y-Golden State Warriors | 59                | 23                | .720              | –                 | 36–5              | 23–18             | 17–9              |                   |
| x-Seattle SuperSonics   | 43                | 39                | .524              | 16                | 31–10             | 12–29             | 12–14             |                   |
| x-Phoenix Suns          | 42                | 40                | .512              | 17                | 27–14             | 15–26             | 15–11             |                   |
| Los Angeles Lakers      | 40                | 42                | .488              | 19                | 31–11             | 9–31              | 10–16             |                   |
| Portland Trail Blazers  | 37                | 45                | .451              | 22                | 25–15             | 12–30             | 11–15             |                   |

## Estadísticas
| Rk | Jugador             | Edad | P  | PT | MP   | TC   | TCI  | %TC  | TL  | TLI | %TL   | RO  | RD   | RT   | AS  | RB  | TAP | BP | FP  | PTS  |
| -- | ------------------- | ---- | -- | -- | ---- | ---- | ---- | ---- | --- | --- | ----- | --- | ---- | ---- | --- | --- | --- | -- | --- | ---- |
| 1  | Kareem Abdul-Jabbar | 28   | 82 |    | 41.2 | 11.1 | 21.1 | .529 | 5.5 | 7.8 | .703  | 3.3 | 13.5 | 16.9 | 5.0 | 1.5 | 4.1 |    | 3.6 | 27.7 |
| 2  | Gail Goodrich       | 32   | 75 |    | 35.3 | 7.8  | 17.6 | .441 | 3.9 | 4.6 | .847  | 1.3 | 1.6  | 2.9  | 5.6 | 1.6 | 0.2 |    | 3.2 | 19.5 |
| 3  | Lucius Allen        | 28   | 76 |    | 31.4 | 6.1  | 13.2 | .459 | 2.6 | 3.3 | .776  | 0.8 | 2.0  | 2.8  | 4.7 | 1.3 | 0.3 |    | 3.2 | 14.7 |
| 4  | Cornell Warner      | 27   | 81 |    | 31.0 | 3.1  | 6.5  | .479 | 1.1 | 1.6 | .695  | 2.8 | 6.2  | 8.9  | 1.3 | 0.7 | 0.6 |    | 3.5 | 7.3  |
| 5  | Don Ford            | 23   | 76 |    | 24.2 | 4.1  | 9.3  | .438 | 1.4 | 1.8 | .748  | 1.6 | 2.8  | 4.4  | 1.5 | 0.7 | 0.2 |    | 2.4 | 9.6  |
| 6  | Corky Calhoun       | 25   | 76 |    | 23.9 | 2.3  | 4.8  | .467 | 0.9 | 1.1 | .783  | 1.5 | 2.9  | 4.5  | 1.1 | 0.8 | 0.5 |    | 2.8 | 5.4  |
| 7  | Donnie Freeman      | 31   | 64 |    | 23.1 | 4.1  | 9.5  | .434 | 2.5 | 3.1 | .819  | 1.1 | 1.7  | 2.8  | 2.7 | 0.9 | 0.2 |    | 2.5 | 10.8 |
| 8  | Cazzie Russell      | 31   | 74 |    | 22.0 | 5.0  | 10.8 | .463 | 1.8 | 2.0 | .892  | 0.7 | 1.8  | 2.5  | 1.6 | 0.7 | 0.0 |    | 1.6 | 11.8 |
| 9  | Ron Williams        | 31   | 9  |    | 17.6 | 1.9  | 4.8  | .395 | 1.1 | 1.4 | .769  | 0.2 | 1.9  | 2.1  | 2.3 | 0.3 | 0.0 |    | 1.7 | 4.9  |
| 10 | Stu Lantz           | 29   | 53 |    | 16.1 | 1.6  | 3.8  | .417 | 1.5 | 1.7 | .899  | 0.5 | 1.3  | 1.9  | 1.4 | 0.5 | 0.1 |    | 2.0 | 4.7  |
| 11 | Kermit Washington   | 24   | 36 |    | 13.7 | 1.1  | 2.5  | .433 | 1.3 | 1.8 | .682  | 1.4 | 3.2  | 4.6  | 0.6 | 0.3 | 0.7 |    | 2.1 | 3.4  |
| 12 | Pat Riley           | 30   | 2  |    | 11.5 | 2.5  | 6.5  | .385 | 0.5 | 1.5 | .333  | 0.5 | 1.0  | 1.5  | 0.0 | 0.5 | 0.5 |    | 2.5 | 5.5  |
| 13 | Cliff Meely         | 28   | 20 |    | 7.0  | 1.0  | 2.6  | .392 | 1.2 | 1.6 | .750  | 0.5 | 1.8  | 2.3  | 0.5 | 0.3 | 0.2 |    | 1.5 | 3.2  |
| 14 | Walt Wesley         | 31   | 1  |    | 7.0  | 1.0  | 2.0  | .500 | 2.0 | 4.0 | .500  | 0.0 | 1.0  | 1.0  | 1.0 | 0.0 | 0.0 |    | 2.0 | 4.0  |
| 15 | Jim McDaniels       | 27   | 35 |    | 6.9  | 1.2  | 2.9  | .402 | 0.3 | 0.3 | 1.000 | 0.7 | 1.4  | 2.1  | 0.4 | 0.1 | 0.3 |    | 1.1 | 2.6  |
| 16 | John Roche          | 26   | 15 |    | 3.5  | 0.2  | 0.9  | .214 | 0.1 | 0.3 | .500  | 0.0 | 0.2  | 0.2  | 0.4 | 0.0 | 0.0 |    | 0.5 | 0.5  |
| 17 | C.J. Kupec          | 23   | 16 |    | 3.4  | 0.6  | 2.5  | .250 | 0.4 | 0.7 | .636  | 0.3 | 1.2  | 1.4  | 0.3 | 0.2 | 0.0 |    | 0.4 | 1.7  |

## Galardones y récords
| Jugador             | Galardón                                                                               |
| Kareem Abdul-Jabbar | MVP de la NBA Mejor quinteto de la NBA 2.º Mejor quinteto defensivo de la NBA All-Star |